# La ópera de los tres centavos
Para la película homónima, véase La ópera de los tres centavos (película de 1931).
La ópera de los tres centavos (título original en alemán, Die Dreigroschenoper) es una obra teatral en un prólogo y tres actos, con música de Kurt Weill y libreto en alemán de Bertolt Brecht, en colaboración con la traductora Elisabeth Hauptmann y el diseñador de escena Caspar Neher. Fue adaptada de la ópera de baladas del siglo XVIII inglés La ópera del mendigo de John Gay, y es una crítica marxista del mundo capitalista. Se estrenó el 31 de agosto de 1928 en Berlín en el Theater am Schiffbauerdamm con Lotte Lenya. 
La "pieza con música en un prólogo y ocho imágenes" fue la obra más exitosa en Alemania hasta la toma de poder del partido nazi el 30 de enero del año 1933. Brecht y Weill se vieron obligados a abandonar Alemania, pero para entonces, la obra se había traducido a 18 idiomas e interpretado más de 10 000 veces en los escenarios europeos. Algunas de sus canciones adquirieron gran éxito por sí mismas, como la Moritat de Mackie Messer. 

## Vista general
Ambientada en un Londres victoriano marginalmente anacrónico, la obra se centra en Macheath, un criminal amoral y antiheroico.
Macheath (Mackie Messer, o Mack el Navaja) se casa con Polly Peachum. Esto desagrada a su padre, quien controla a los mendigos de Londres, y pretende que cuelguen a Macheath. Sus intentos se ven frustrados por el hecho de que el Jefe de Policía, Tiger Brown, es un viejo camarada de armas de Macheath. Aun así, Peachum ejerce su influencia y con el tiempo consigue que arresten a Macheath y lo sentencien a ser colgado. Macheath escapa a su destino a través de un deus ex machina momentos antes de la ejecución cuando, en una parodia nada contenida de un final feliz, un mensajero de la Reina llega para perdonar a Macheath y otorgarle un título de barón.
La ópera de los tres groschen es una obra de teatro épico. Desafía las convencionales nociones de propiedad así como las del teatro. Dramatiza la pregunta: "¿Quién es un criminal mayor? ¿El que roba un banco o el que funda uno?" La ópera de los tres centavos es también un temprano ejemplo del moderno género de la comedia musical. Su partitura está muy influida por el jazz. La orquestación exige un pequeño conjunto con una buena cantidad de doblaje de instrumentos (en las representaciones originales, por ejemplo, alrededor de 7 intérpretes tocaban un total de 23 partes instrumentales, aunque en las interpretaciones modernas se suelen usar unos cuantos instrumentistas más). Su apertura y lamento de cierre, "La balada de Mackie Messer", se escribió justo antes del estreno en Berlín, cuando el actor Harald Paulsen (Macheath) amenazó con marcharse si su personaje no recibía una introducción; esta emergencia creativa dio como resultado la canción más popular de la obra, más tarde traducido al inglés por Marc Blitzstein como "Mack the Knife" y actualmente un estándar jazzístico que han interpretado Louis Armstrong, Bobby Darin, Ella Fitzgerald, Frank Sinatra, Michael Bublé, Robbie Williams, Ray Quinn e innumerables otros. Otra canción bien conocida, grabada por Nina Simone, Judy Collins y Marc Almond, es "Pirate Jenny", que también ha sido grabada por Steeleye Span con el título alternativo de "The Black Freighter". Los Pet Shop Boys, Tom Waits y William S. Burroughs han grabado "The Second Threepenny Finale" con el título "What Keeps Mankind Alive?".

## Cronología de estrenos y producciones importantes
- 1928 - Berlín - Theater am Schiffbauerdamm -Lotte Lenya, Kurt Gerron, dirección de Theo Mackeben y Erich Engel.
- 1929 - estreno en Budapest, Praga y Viena.
- 1930 - París -  Théâtre Montparnasse (L'Opéra de quat'sous), dirigida por André Mauprey, con Lucien Nat (Mackie) y Marguerite Jamois (Polly).
- 1933 - Londres - Empire Theatre
- 1945 - Berlín - Hebbel-Theater con Hubert von Meyerinck
- 1949 - Múnich - Münchner Kammerspiele con Hans Albers.
- 1950 - Estados Unidos Universidad Brandeis - director Leonard Bernstein
- 1954 - Nueva York - Theater de Lys, Greenwich Village - Lotte Lenya, Beatrice Arthur, Edward Asner - 2707 funciones entre 1954 y 1956
- 1954 - Ópera de Monte Carlo - Maurice Thiriet, Richard Blareau, Georges Wakhévitch,  John Taras.
- 1956 - Milán -L'Opera da tre soldi - Giorgio Strehler, Piccolo Teatro director musical Bruno Maderna
- 1957 - Buenos Aires - dirigida por Onofre Lovero
- 1957 - Montevideo - Teatro El Galpón dirigida por Atahualpa del Cioppo.
- 1967 - New York Shakespeare Festival - Raúl Juliá (MM), Ellen Greene (J), Caroline Kava (P), Blair Brown (L), C. K. Alexander (P) y Elizabeth Wilson (MsP)
- 1973 - Milán- Giorgio Strehler, Piccolo Teatro - Domenico Modugno (Mackie Messer), Gianrico Tedeschi (Peachum), Giulia Lazzarini (Polly), Milva (Jenny delle Spelonche).
- 1978 - Brasil - Ópera do Malandro adaptación de Chico Buarque de Holanda, dirigida por Luis Antônio Martínez Corrêa.
- 1989 - Broadway -Sting, Georgia Brown, Maureen McGovern, Kim Criswell.
- 1996 - Viena - Wiener Burgtheater, Paulus Manker, Fritz Schediwy, Maria Happel, Ingrid Caven, Erich Wonder.
- 2006 - Berlín - Admiralspalast - Klaus Maria Brandauer - Campino (Macke Messer), Jenny Deimling (Lucy), Maria Happel, Gottfried John (Peachum), Birgit Minichmayr (Polly).
- 2011 - Nueva York - Brooklyn Academy of Music, dirigida por Robert Wilson con el Berliner Ensemble
- 2015 - Caracas Venezuela [Fundación Grupo Rajatabla], dirigida por Miguel Issa con la Orquesta Sinfónica Municipal de Caracas. Domingo Balducci (Mackie) Fabiola Arace (Polly) Diana Peñalver (Sra. Peachum) Adolfo Nitolli (Sr. Peachum) Adriana Bustamante (Jenny) Wlfredo Cisneros (Brown) Francisco Díaz Paco (maestro de ceremonias) Sandra Moncada (Llucy).

## Traducción del título
La palabra "Groschen" es el diminutivo de "Gros" y este término es abreviación de grossus denarius, moneda emitida en el norte de Italia hacia el siglo XIII y adoptada en el ámbito germánico en el XIV. El gran denario de plata, empero, con el tiempo se convirtió en una moneda de poco valor y, con la adopción del sistema decimal en la moneda, el Groschen pasó a considerarse un centavo. En Austria, por ejemplo, el chelín estaba dividido en 100 Groschen.
Una ópera de tres centavos, pues, es una ópera de poco valor o, también, una ópera que habla de la clase baja, de delincuentes y prostitutas.
Los tres Groschen del título han pasado al español comúnmente como "tres centavos", pero también como "tres peniques" e incluso como "tres pesetas".

## Argumento

### Prólogo
Una cantante callejera entretiene al público con la balada (Bänkelsang), titulada "Die Moritat von Mackie Messer" ("Balada de Mac el Navaja"). Al acabar la canción, un hombre bien vestido sale del público y entra en escena. Es Macheath, alias "Mac el Navaja".

### Acto I
Peachum, rey de los mendigos, líder de una empresa que maneja a todos los mendigos del pequeño poblado nota que su hija Poll Sophie no volvió a casa la noche anterior. Peachum concluye que se ha liado con Macheath, lo que no le gusta nada y se decide por romper esa relación y destruir a Macheath. En un establo vacío, Macheath se prepara para casarse con Poll Sophie una vez que su banda ha robado todo lo necesario, comida y mobiliario. Se intercambian votos, Poll Sophie está satisfecha, y todos se sientan al banquete. Poll Sophie canta "Seeräuberjenny", una fantasía de venganza en la que una doncella se vuelve reina de los piratas. La banda se pone nerviosa cuando el Jefe de Policía, Tiger Brown, llega, pero todo es parte de una farsa; Brown ha servido con Mac en las guerras coloniales de Inglaterra y ha evitado muchas veces el arresto de Mac; los viejos amigos cantan a dúo la "Kanonen-Song" ("Canción de los cañones")

### Acto II
Polly advierte a Macheath que su padre intentará que lo arresten. Mac decide huir de la ciudad pero antes para en un burdel donde encuentra a una antigua amante, Jenny. Cantan juntos la "Zuhälterballade" sobre sus días juntos, pero Macheath ignora que la señora Peachum ha sobornado a Jenny para entregarlo. No hay nada que Brown pueda hacer y encarcelan a Macheath. Lucy, la hija de Brown, ayuda a Macheath a escapar. Cuando el señor Peachum lo descubre, él se enfrenta a Brown y lo amenaza, diciéndole que a menos que libere a todos sus mendigos durante la coronación de la reina Victoria, arruinará la ceremonia y eso le costará a Brown su trabajo.

### Acto III
La única opción de Brown para apaciguar a Peachum es arrestar a Macheath y hacerlo ejecutar. Macheath está de nuevo en la cárcel e intenta desesperadamente reunir suficiente dinero para sobornar y salir de nuevo, incluso mientras se alza el cadalso. Pronto queda claro que ni Polly ni los miembros de la banda podrán reunir el dinero, y Macheath se prepara para morir. Luego un giro repentino e intencionadamente cómico: un mensajero a caballo llega a anunciar que Macheath ha sido perdonado por la reina y le han dado un título, un castillo y una pensión. El reparto entonces canta el final, que acaba con una petición de que no se castiguen las maldades demasiado duramente pues la vida ya es bastante dura.

### Números musicales
Preludio
1 Obertura *
2 Die Moritat von Mackie Messer ("La balada de Mackie el Navaja" – Ausrufer – Cantante callejero)*
Acto I
3 Morgenchoral des Peachum (Coral matutina de Peachum – Peachum, Sra. Peachum)*
4 Anstatt dass-Song (Canción del 'En-vez-de' – Peachum, Sra. Peachum)
5 Hochzeits-Lied (Canción de boda – Cuatro gánsteres)
6 Seeräuberjenny (Jenny la de los Piratas – Polly)
7 Kanonen-Song (Canción de los cañones – Macheath, Brown)
8 Liebeslied (Canción de amor – Polly, Macheath)
9 Barbarasong (Canción bárbara – Polly)
10 I. Dreigroschenfinale (Primer final de los tres centavos – Polly, Peachum, Sra. Peachum)*
Acto II
11 Melodram (Melodrama – Macheath)
11a Polly's Lied (Canción de Polly – Polly)
12 Ballade von der sexuellen Hörigkeit (Balada de la dependencia sexual – Sra. Peachum)
13 Zuhälterballade (Balada del chulo o Balada-Tango – Jenny, Macheath)
14 Ballade vom angenehmen Leben (Balada de la vida agradable – Macheath)
15 Eifersuchtsduett (Dúo de los celos – Lucy, Polly)
15b Arie der Lucy (Aria de Lucy – Lucy)
16 II. Dreigroschenfinale (Segundo final de los tres centavos – Macheath, Sra. Peachum, Coro)*
Acto III
17 Lied von der Unzulänglichkeit menschlichen Strebens (Canción de la inutilidad del esfuerzo humano – Peachum)
17a Reminiszenz (Reminiscencia)
18 Salomonsong (Canción de Salomón – Jenny)
19 Ruf aus der Gruft (Llamada desde la tumba – Macheath)*
20 Grabschrift (Inscripción de la lápida – Macheath)
20a Gang zum Galgen (Marcha hacia el cadalso – Peachum)
21 III. Dreigroschenfinale (Tercer final de los tres centavos – Brown, Sra. Peachum, Peachum, Macheath, Polly, Coro)*

## Producciones en castellano
Su primera versión en castellano fue en Buenos Aires en abril de 1957, bajo la dirección de Onofre Lovero y con Bernardo Jobson, Walter Santa Ana, Sonia Silver, Haydée Padilla, Enrique Herrera, Joaquín Sokolowicz, Germán O. Agosti y Ana María Caso y en Uruguay, dos meses después dirigida por Atahualpa del Cioppo en el Teatro El Galpón de Montevideo.
En el Teatro Municipal General San Martín fue dirigida por Daniel Suárez Marzal, el 10 de abril de 1988, con Víctor Laplace y Susana Rinaldi. 
En 2003, la argentina Cecilia Rossetto protagonizó en Europa la versión dirigida por Calixto Bieito.
Otra versión se dio en agosto de 2004 en Argentina, puesta en escena de Betty Gambartes y la dirección musical de Diego Vila.
Reparto
- Realtor / Filch / García: Guillermo Angelelli
- Jonathan Peachum: Walter Santa Ana
- Celia Peachum: María Rojí
- Macheath, alias "Mackie el cuchillero": Diego Peretti
- Polly Peachum: Alejandra Radano
- Comisario Brown: Tony Lestingi
- Walter / Mendigo : Gustavo Monje
- Lucy Brown: Muriel Santa Ana
- Matías / Mendigo: Fernando Sureda
- Jacobo: Uriel Milsztein
- Jimmy / Mendigo / Policía: Jorge Nolasco
- Roberto / Policía: Ulises Di Roma
- Padre Crasso / Mendigo: Daniel Figueiredo
- Jenny: Alejandra Perluzky
- Sofía: Laura Silva
- Vicky: Andrea Surdo
- Dolly: Liliana Vercellini
- Margot: Ana Cuacci

La obra fue estrenada en julio de 2006 por Atalaya Teatro (España) permaneciendo en gira hasta 2009.
La puesta en escena corrió a cargo de Ricardo Iniesta y la dirección musical de Luis Navarro.
Reparto
- Maestro de ceremonias/ Jacobo: Manuel Asensio
- Jonathan Peachum:  Joaquin Galán
- Celia Peachum:  Aurora Casado
- Macheath, alias "Mackie Navaja": Jerónimo Arenal
- Polly Peachum: Sario Téllez
- Comisario Brown / Filch:  Raúl Vera
- Lucy Brown / Prostituta: Sonia Gómez
- Matías / Dolly: Silvia Garzón
- Jenny: Rebeca Torres
- Prostituta / Mendigo: Olga Franco
- Mendigo: Luis Navarro

La obra fue estrenada en abril de 2011 en Bolivia. 
La puesta en escena está a cargo de Wara Cajías y la dirección musical de Giovanno Salas.
Reparto
- Realtor / Filch / García: Jesús Rojas
- Jonathan Peachum: Pedro Grossman
- Celia Peachum: Victoria Corrales
- Macheath, alias "Mackie el cuchillero": José Luis Duarte
- Polly Peachum: Alejandra González
- Comisario Brown: Giovanno Salas
- Lucy Brown: Silvana Vargas
- Matías / Zorra: Daniel González Gómez-Acebo
- Jacobo/ Dolly: Diego Revollo
- Jenny: Sofía Ayala

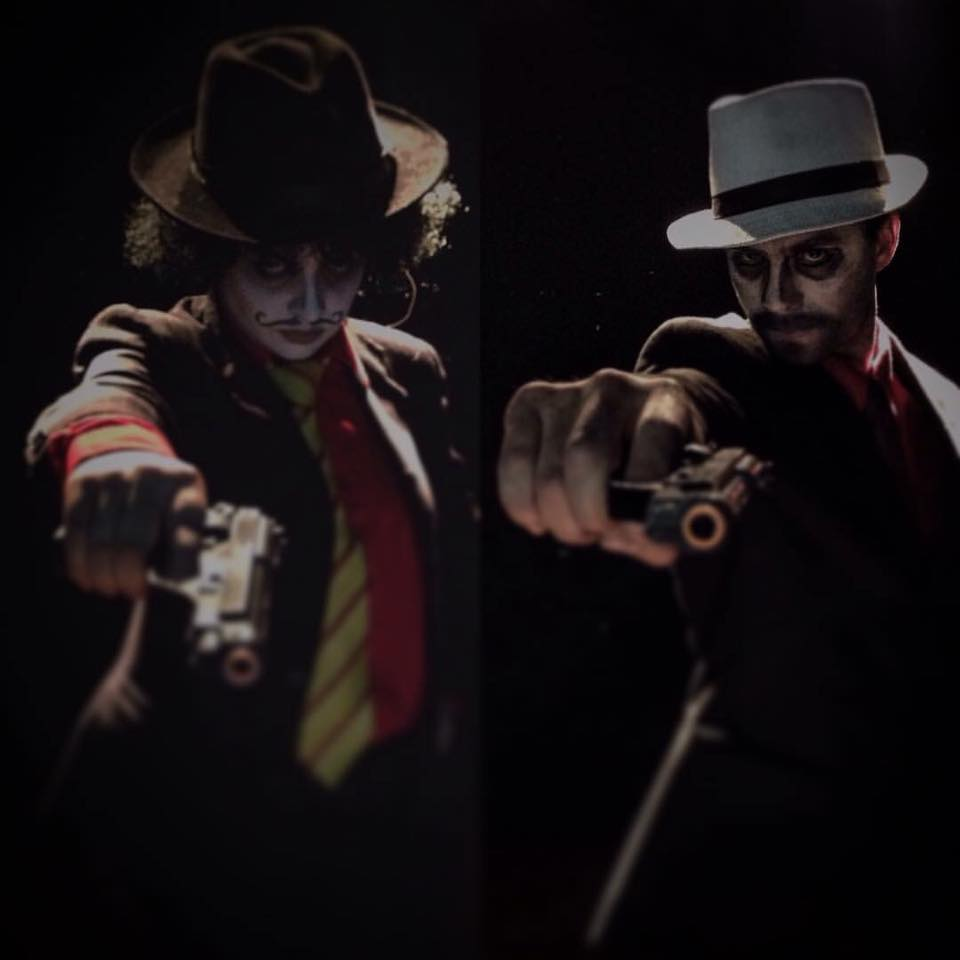
Jimmy el flojo y Matías, el sanguinario. La Ópera de 3 centavos. Chile.

 En Chile, el director Marcelo Bailey realizó una adaptación libre de la ópera. Esta se presentó de manera gratuita en la comuna de Macul, entre los meses de enero y febrero de 2016. Esta adaptación contaba con una orquesta en vivo y su montaje fue realizado por el mismo equipo de actores que presentó Martin Rivas, Más que una historia de amor y Drácula, El amor nunca muere. 
Reparto
- Realtor / Filch / García: Leandro Gutiérrez
- Jonathan Peachum: Erick Flores
- Celia Peachum: Camila Herrera/Romina Menzel
- Macheath, alias "Mackie el cuchillero": Cotan Agüero
- Polly Peachum: Fernanda Chávez/Alice Diaz
- Comisario Brown: Gustavo Isla Salazar
- Lucy Brown: Romina Lylen
- Matías / Zorra: Leandro Cabrera
- Jacobo/ Dolly: Matias Tatin
- Jenny: Francisca Méndez

Una mención especial merece el montaje y representación de la ópera en la Penitenciaría de Santiago, el año 2017, enteramente protagonizada por actores, actrices y músicos encarcelados. La obra fue dirigida por Jacqueline Roumeau, de larga trayectoria en el teatro carcelario. Notable fue la elaborada escenografía en dos niveles, que escapaba del habitual "teatro pobre" practicado en las cárceles chilenas  La obra tuvo pocas representaciones, debido al cambio de autoridades penitenciarias al asumir el gobierno de Sebastián Piñera a comienzos del año 2018.